# Aušra

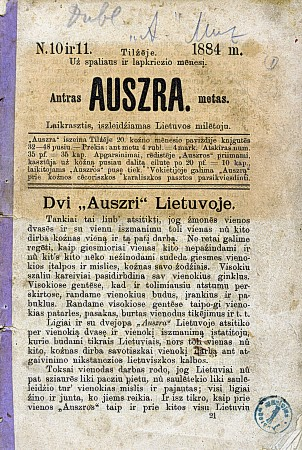
Ausra v roce 1884, č. 10–11

Aušra (česky: Svítání) byl první společenský, politický a literární a latinkou psaný časopis, který vycházel v litevštině. Vycházel od března 1883 do června 1886 v městech Ragnit (dnešní Neman) a Tylže (dnešní Sovetsk) . Během tohoto období vyšlo celkem 40 čísel, sdružených do 29 svazků. Prvním redaktorem časopisu Aušra se stal Jonas Basanavičius a kolektiv novinářů: Jurgis Mikšas, Jonas Šliupas, Martynas Jankus a Juozas Andziulaitis-Kalnenas. Časopis byl vydávaný nelegálně.